# ناتاشا علم
ناتاشا علم (انگلیسی: Natasha Alam؛ زادهٔ ۱۰ مارس ۱۹۸۳)، یک هنرپیشه، و مانکن (فرد) اهل ایالات متحده آمریکا است. وی از سال ۲۰۰۲ میلادی تاکنون مشغول فعالیت بوده‌است.   

### سالهای اولیه زندگی
ناتاشا علم در تاشکند، ازبکستان، اتحاد جماهیر شوروی در یک خانواده روسی به دنیا آمد و بزرگ شد. او با هدف تبدیل شدن به یک طراح لباس به مدرسه رفت. او برای مدرسه هوانوردی در دانشگاه فنی دولتی تاشکند تحصیل کرد. مدلینگ در مدرسه منجر به مدلینگ در رویدادها شد و در نهایت به مسکو نقل مکان کرد و در آنجا با یک آژانس قرارداد امضا کرد. بعداً یک آژانس مدلینگ ایتالیایی با او قرارداد امضا کرد و او به ایتالیا نقل مکان کرد. 

### زندگی خصوصی
مدتی پس‌از نقل مکان به ایتالیا، علم با شاهزاده ایرانی امیر ابراهیم پهلوی علم آشنا شد و با او به شهر نیویورک نقل مکان کرد. این زوج از هم جدا شدند، سپس دوباره متحد شدند، در سال ١٩٩٨ ازدواج کردند و به لندن نقل مکان کردند، جایی که او شروع به گذراندن دوره های بازیگری کرد. علم در سال ٢٠١١ گفت که او سپس "به لس آنجلس فرار کردم زیرا می خواستم بازیگری کنم". او و شریک زندگی خود، جو کامپانا، در سال ٢٠٠٩ صاحب یک دختر به نام والنتینا شدند.